# Adrien-François-Emmanuel de Crussol
Adrien François Emmanuel de Crussol, duc de Crussol, est un militaire et homme politique français né à Paris le 15 novembre 1778 et mort à Marseille (Bouches-du-Rhône) le 1er avril 1837. Il fut député du Gard de 1824 à 1830 et pair de France en 1830.

## Biographie
Fils de Marie-François-Emmanuel de Crussol (1756-1843), 10e duc d'Uzès, et de la duchesse née Amable Émilie de Chastillon (branche de (Porcéan)-Bouville-ducs de Châtillon) (†1840), il est capitaine de cavalerie et aide de camp du roi.
En 1807, il épouse Catherine Victoire Victurnienne de Rochechouart-Mortemart (1776-1809), fille de Victurnien-Jean-Baptiste de Rochechouart (1752-1812), duc de Mortemart. Ils ont pour fils Géraud de Crussol d'Uzès (1808-1872), 11e duc d'Uzès (1842).
En 1819, il devient maire de la commune de Bonnelles, fonction qu'il occupera jusqu'à sa mort en 1837.
Il est élu député du 3e arrondissement électoral du Gard (Uzès) le 25 février 1824 et réélu les 17 novembre 1827 et 12 juillet 1830. Il siège à droite, soutient le ministère Villèle et vote contre l'Adresse des 221.
Le 8 décembre 1830, il est admis à siéger à la Chambre des pairs, à titre héréditaire, en remplacement de son père démissionnaire, et soutient jusqu'à sa mort, survenue en 1837, la politique conservatrice.

### Sources
- Adolphe Robert, Edgar Bourloton, Gaston Cougny, Dictionnaire des parlementaires français, Bourloton, Paris, 1891, tome V, p. 465-466